# Gongola
Der Gongola ist ein rechter Nebenfluss des  Benue im zentralen östlichen Nigeria.

## Verlauf
Der Gongola hat ein Wassereinzugsgebiet von ca. 56.000 km² und hat sein Quellgebiet südöstlich der Stadt Jos, im zentralen Bauchiplateau. Er trägt den Namen ab dem Zusammenfluss der Flüsse Lere und Maijuju. Er fließt in nordöstlicher Richtung und überwindet mehrere Wasserfälle, bevor er das Plateau verlässt, um bei Nafada in einer großen Schleife seine Fließrichtung von Nordost auf Südost zu ändern. Der Gongola durchfließt einen trockeneren Bereich der Großlandschaft Sudan, in dem ca. 650 mm Niederschlag pro Jahr fallen. An seinem Mittel- und Unterlauf vereinigt er sich mit seinen größten Zuflüssen, dem Hawal und dem Gungeru, beide entspringen dem vulkanischen Biu-Plateau. Der Gongola mündet gegenüber von Numan in den Benue.
Er durchfließt die Bundesstaaten Plateau, Bauchi, Gombe, Adamawa. Er ist mit einer Länge von ca. 531 km der längste Nebenfluss des Benue und gehört damit zum Wassereinzugsgebiet des größten westafrikanischen Flusses, des Nigers.

## Stauseen
Am Unterlauf des Gongola wurden der Dadin-Kowa-Stausee und der Kiri-Stausee errichtet und 1984 in Betrieb genommen. Beide dienen hauptsächlich der Bewässerung landwirtschaftlicher Projekte, die dem Anbau von Baumwolle, Erdnüssen und Sorghumhirsen dienen.

## Wassertransfer
Es wurden Überlegungen angestellt, Wasser aus dem Gongola in den Komadugu Gana zu leiten. Dieses sogenannte „Dindima Transfer Scheme“ sollen mit jährlich 1064 Millionen m³ über einen 62 km langen Kanal den Wassermangel im Einzugsgebiet des Tschadsees helfen auszugleichen.